# پروسنا (استان اوپوله)
پروسنا (به لهستانی:  Prosna) یک روستا در لهستان است که در گمینا پراشکا واقع شده‌است.